# Längdskidåkning vid olympiska vinterspelen 1948

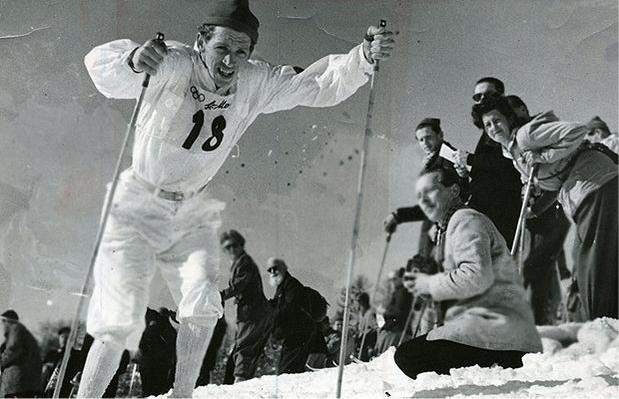
Martin Lundström från Sverige tar guld på 18 kilometer.

Vid olympiska vinterspelen 1948 i Sankt Moritz, Schweiz tävlades det i tre längdskidåkningsgrenar. Tävlingen i 18 kilometer hölls lördagen den 31 januari 1948, stafetten hölls tisdagen den 3 februari 1948, och 50 kilometer hölls den 6 februari 1948.
Sverige dominerade tävlingarna och tog guld i samtliga tre grenar. Totalt vann de sex medaljer.
Totalt deltog 106 åkare från 15 nationer. Sju åkare tävlade i alla tre grenarna.

## Herrar

### 18 kilometer
| Medalj | Tävlande         | Tid     |
| Guld   | Martin Lundström | 1.13.50 |
| Silver | Nils Östensson   | 1.14.22 |
| Brons  | Gunnar Eriksson  | 1.16.06 |
| 4      | Heikki Hasu      | 1.16.43 |
| 5      | Nils Karlsson    | 1.16.54 |
| 6      | Sauli Rytky      | 1.18.10 |
| 7      | August Kiuru     | 1.18.25 |
| 8      | Teuvo Laukkanen  | 1.18.51 |

### 50 kilometer
| Medalj | Tävlande          | Tid     |
| Guld   | Nils Karlsson     | 3.47.48 |
| Silver | Harald Eriksson   | 3.52.20 |
| Brons  | Benjamin Vanninen | 3.57.38 |
| 4      | Pekka Vanninen    | 3.57.58 |
| 5      | Anders Törnkvist  | 3.58.20 |
| 6      | Edi Schild        | 4.05.37 |
| 7      | Pekka Kuvaja      | 4.10.02 |
| 8      | Jaroslav Cardal   | 4.14.34 |

### 4x10 kilometer stafett
| Medalj | Lag                                                                               | Tid     |
| Guld   | (Nils Östensson, Nils Täpp, Gunnar Eriksson, Martin Lundström)                    | 2.32.08 |
| Silver | (Lauri Silvennoinen, Teuvo Laukkanen, Sauli Rytky, August Kiuru)                  | 2.41.06 |
| Brons  | (Erling Evensen, Olav Økern, Reidar Nyborg, Olav Hagen)                           | 2.44.33 |
| 4      | (Josl Gstrein, Josef Deutschmann, Engelbert Hundertpfund, Karl Rafreider)         | 2.47.18 |
| 5      | (Niklaus Stump, Robert Zurbriggen, Max Müller, Edi Schild)                        | 2.48.07 |
| 6      | (Vincenzo Perruchon, Silvio Confortola, Rizzieri Rodeghiero, Severino Compagnoni) | 2.51.00 |
| 7      | (René Jeandel, Gérard Perrier, Marius Mora, Benoît Carrara)                       | 2.51.53 |
| 8      | (Štefan Kovalčík, František Balvín, Jaroslav Zajíček, Jaroslav Cardal)            | 2.54.56 |

## Medverkande
Sju åkare deltog i alla tävlingarna. Totalt deltog 106 åkare från 15 länder:
- Bulgarien (2)
- Kanada (2)
- Finland (13)
- Frankrike (7)
- Ungern (2)
- Italien (9)
- Jugoslavien (6)
- Liechtenstein (5)
- Norge (12)
- Polen (5)
- Schweiz (10)
- Sverige (11)
- Tjeckoslovakien (9)
- USA (5)
- Österrike (8)

## Medaljligan
| Pl. | Nation  | Guld | Silver | Brons | Totalt |
| --- | ------- | ---- | ------ | ----- | ------ |
| 1   | Sverige | 3    | 2      | 1     | 6      |
| 2   | Finland | 0    | 1      | 1     | 2      |
| 3   | Norge   | 0    | 0      | 1     | 1      |